# G. C. Bleeck
G. C. Bleeck (Gordon Clive Bleeck), född 1907 i Woollahra, New South Wales, död 1971, var en australisk författare, främst verksam i Sydney under 1940- och 1950-talen. Han skrev 27 berättelser åt Australiens första science fiction-tidning Thrills Incorporated och sedan många västernböcker åt Cleveland Publishing, vilka kan klassificeras som massmarknadspocket. 
Sammanlagt bedöms han ha skrivit 430 böcker och förutom att skriva under eget namn använde han förkortningarna G.C.B. och Clive Bleeck, men använde även pseudonymer som M.H. Anstee, Hank Brody, Ace Carter, Kid Colt, Brad Cordell, Carol Delaney, Colt Denby, John Ellis, Link Emmett, C. Gordon, Clive Gordon, Wolfe Herscholt, Vic Kenslow, Lane Kent, Dink Lawson, Nicole Leslie, Belli Luigi, Pete Merle, Johnny Nelson, C. M. O'Neil, Sharon Parker, Paul Valdez och Gary Whalen (möjligen stavat Garry Whalen) . Av misstag fick han även pseudonymen Marshall Grover, sedan förlaget blandat ihop honom med Leonard F. Meares.